# Cathédrale de l'Assomption de Carlow
Cette  cathédrale n’est pas la seule cathédrale de l'Assomption.
La cathédrale de Carlow est la cathédrale catholique du diocèse de Kildare et Leighlin, dont le siège se trouve à Carlow en Irlande. Elle est dédiée à Notre-Dame de l'Assomption.

## Historique

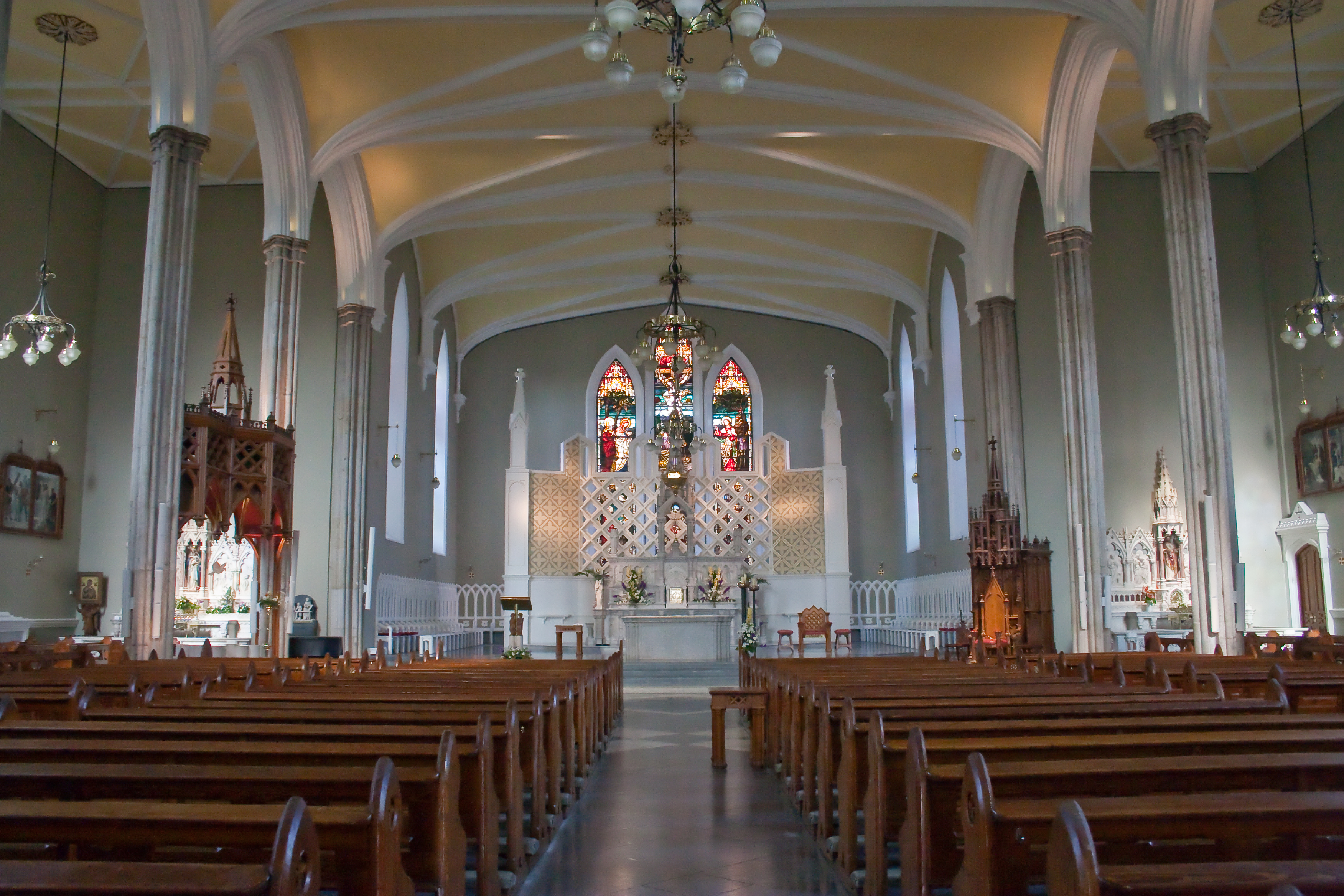
Intérieur de la cathédrale

Les débuts des travaux de la cathédrale néogothique commencent le 7 avril 1828 sous la supervision de l'architecte Joseph Lynch, suivi en 1829 par Thomas Cobden qui en modifie les plans. Elle est terminée en 1833 et consacrée le 1er décembre 1833 par Mgr Doyle (1786-1834), archevêque de Kildare et chantre de l'émancipation des catholiques irlandais de la couronne britannique, qui en était le commanditaire. Il y est enterré. Sa sculpture est l'œuvre de John Hogan.
Les vitraux sont issus des ateliers munichois Franz Mayer et co.

## Vitraux

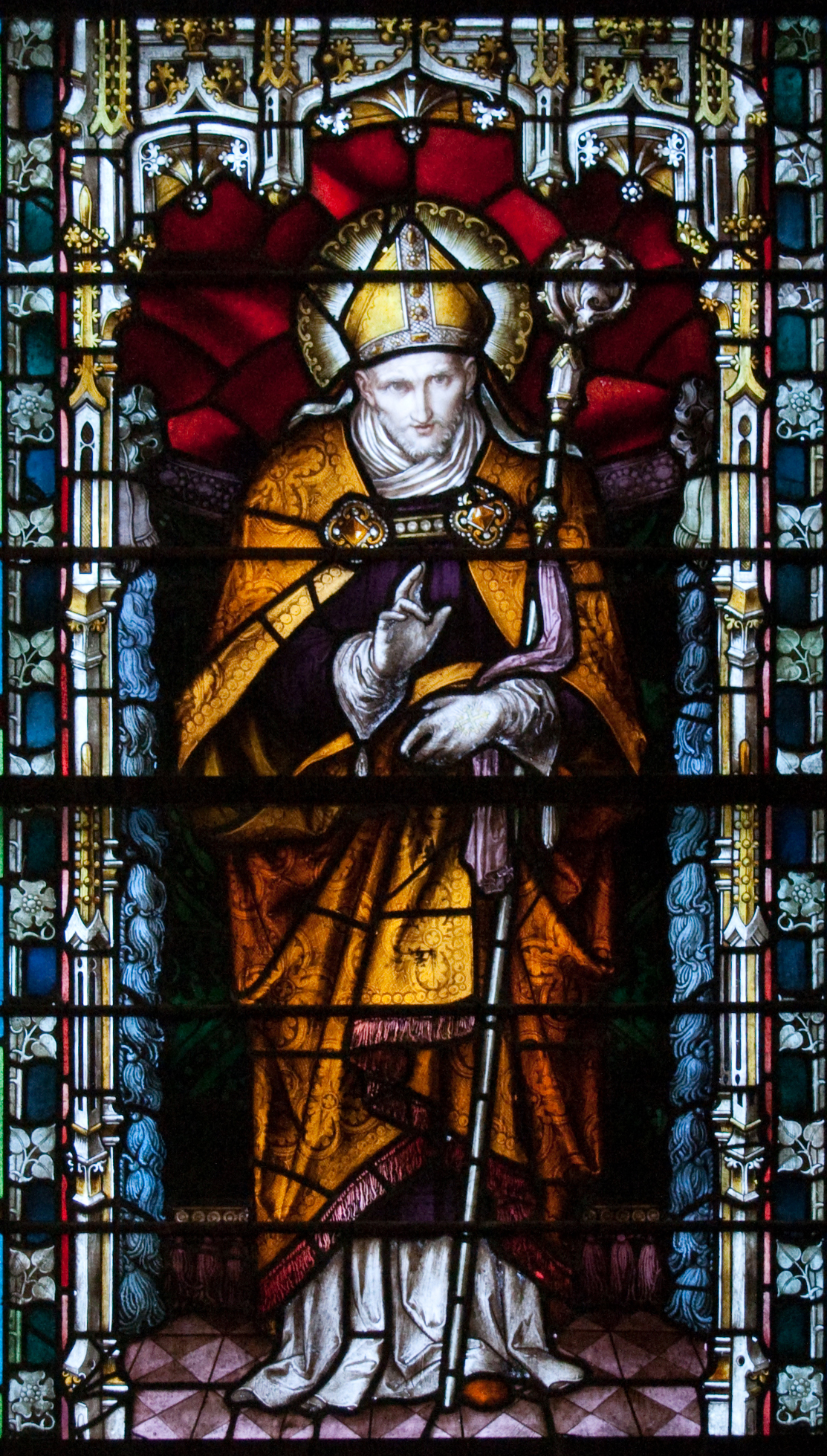
Vitrail de saint Alphonse-Marie de Liguori, canonisé en 1839.
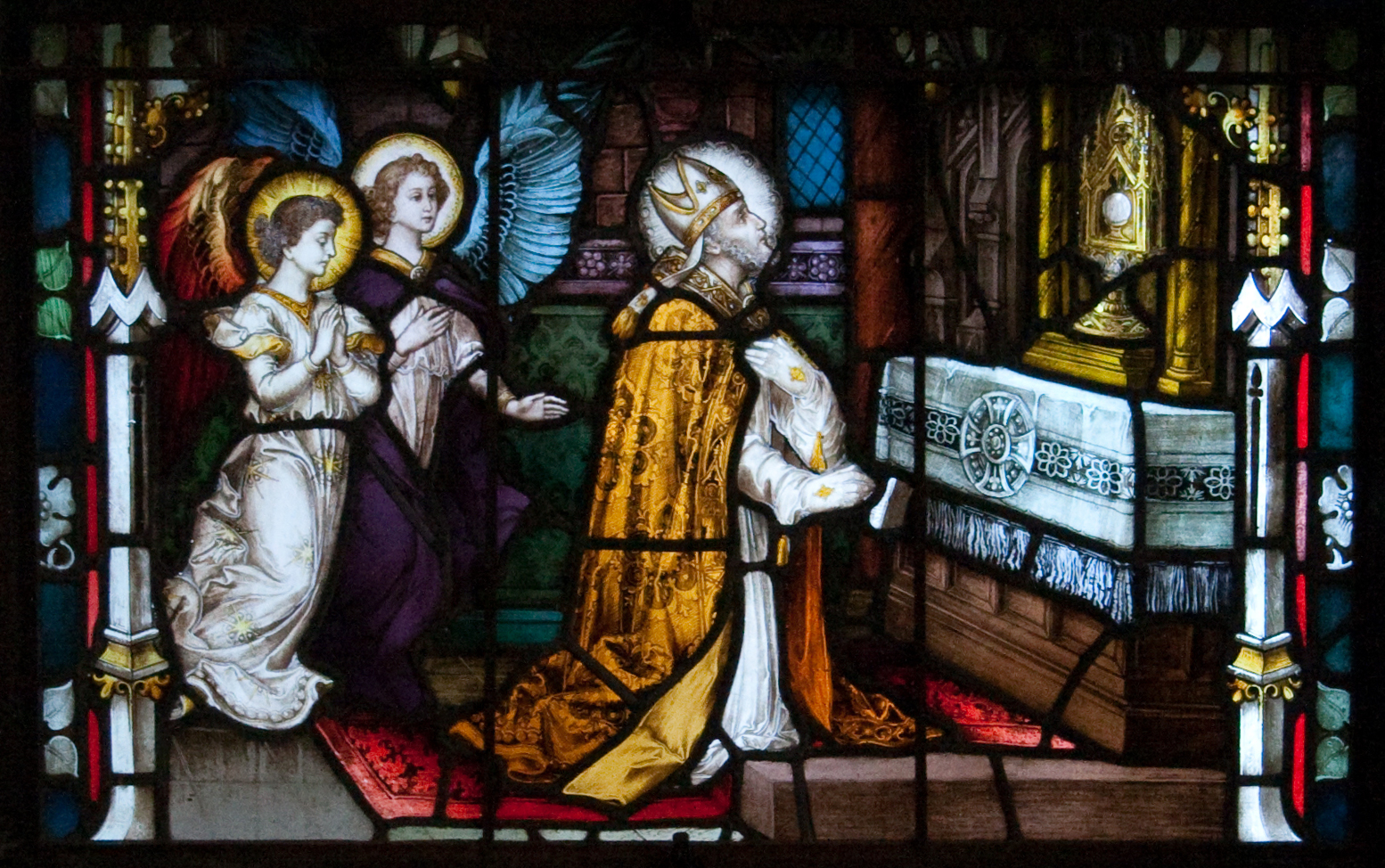
Saint Alphonse agenouillé devant le Très-Saint-Sacrement.
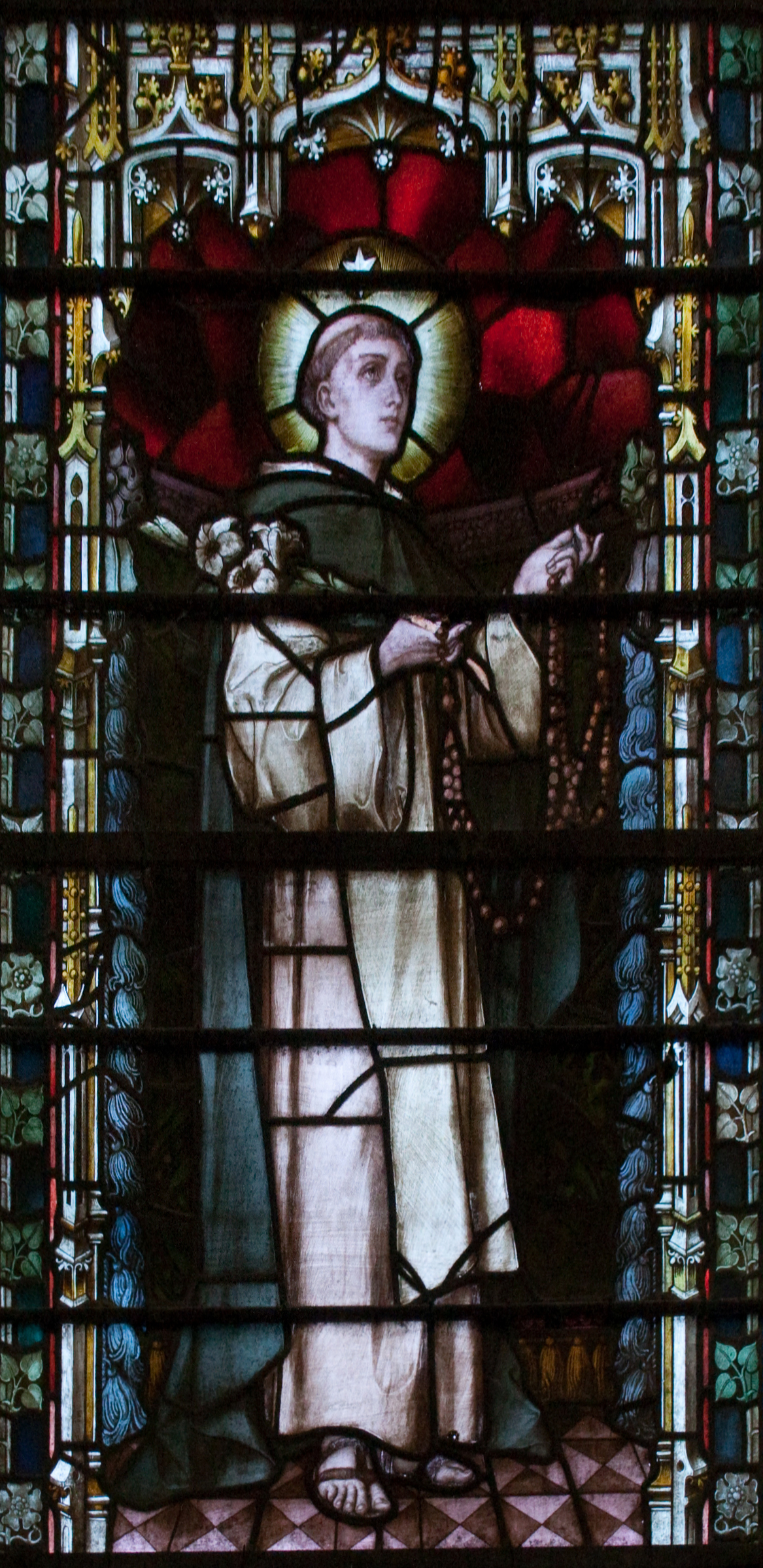
Saint Dominique et son chapelet.
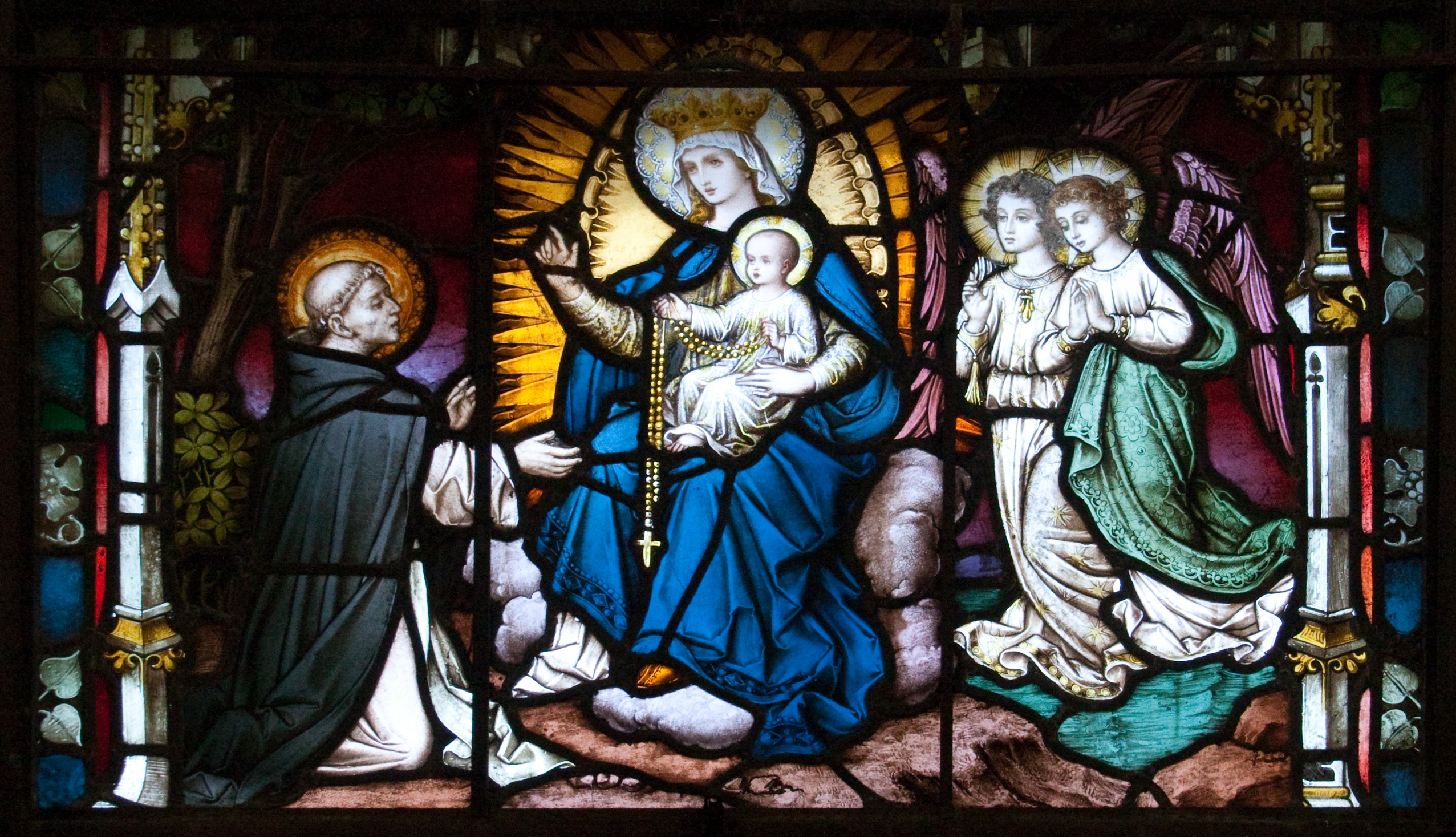
Saint Dominique reçoit le Rosaire de la Vierge Marie en 1214.
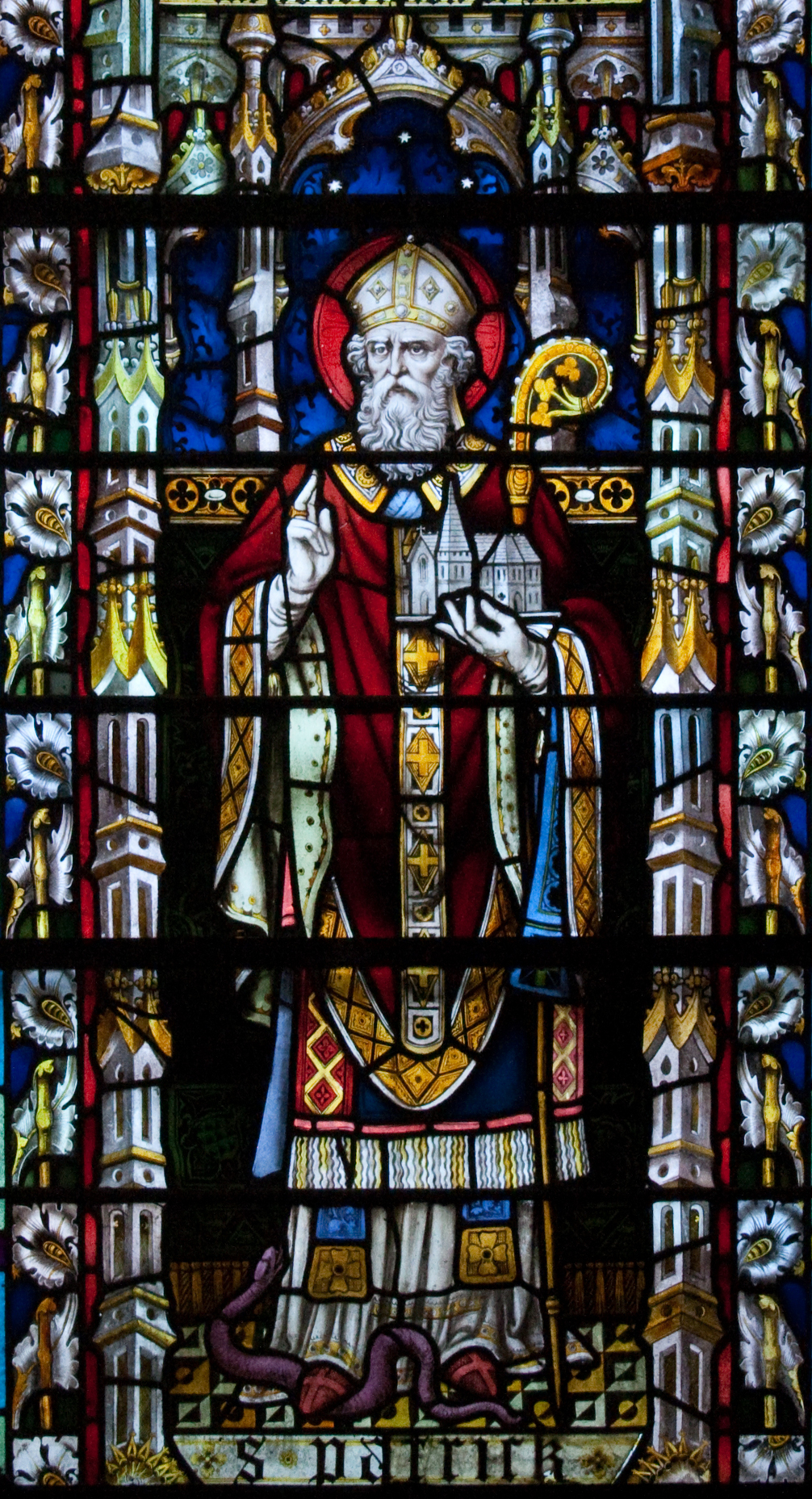
Vitrail de saint Patrick, patron d'Irlande.
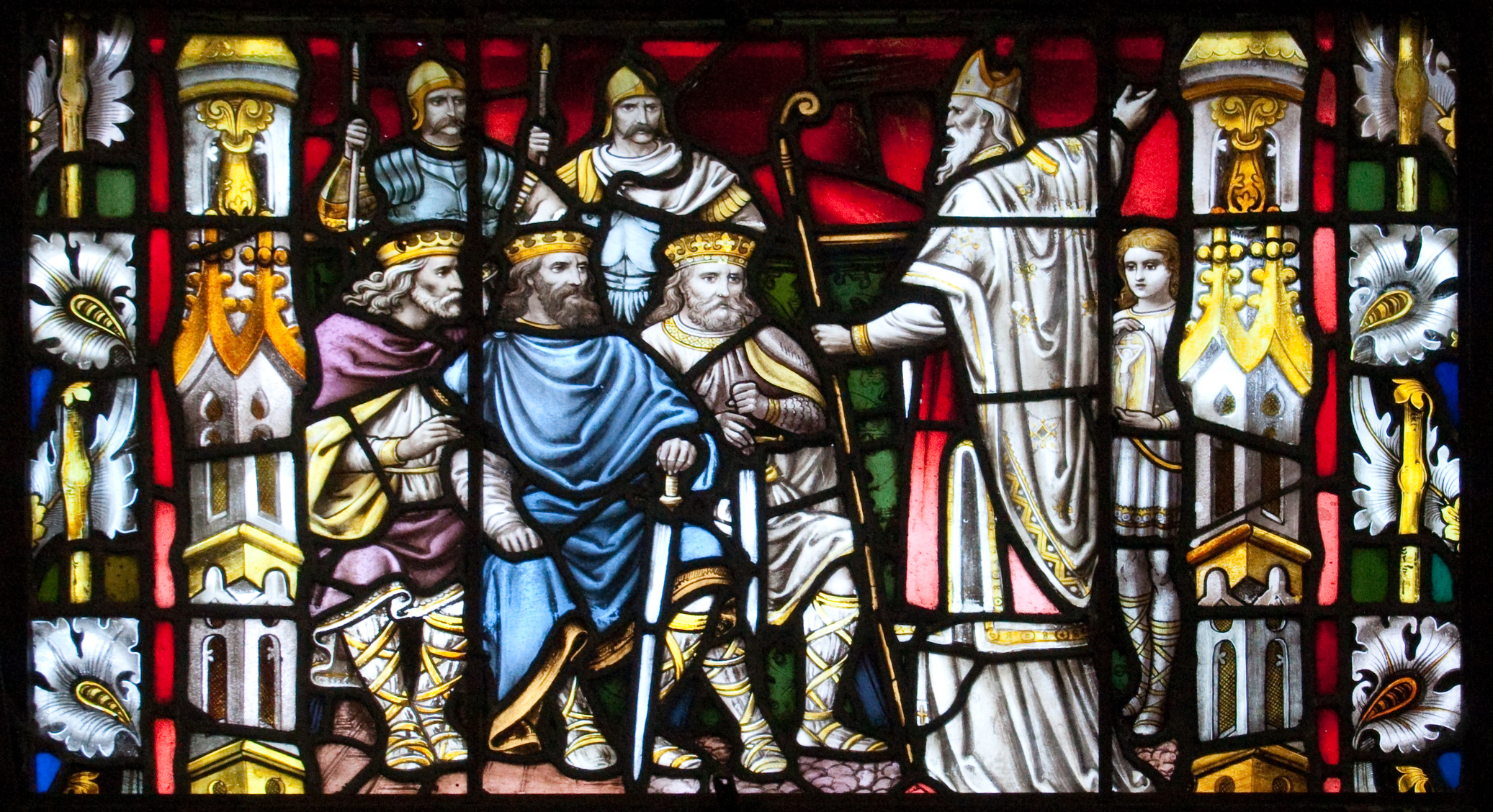
Saint Patrick prêchant devant les rois.